# Vavpča vas pri Dobrniču
Vavpča vas pri Dobrniču je naselje v občini Trebnje.
Vavpča vas pri Dobrniču je razloženo naselje severno od Dobrniča na terasi in v pobočju Trebnega vrha.  K naselju je v preteklosti pripadala tudi vas Grmada, kjer so v času turške nevarnosti prižigali kresove in z njimi ljudi opozarjali na nevarnost. Polja so Tlake, Reber, Hribi, Grmada in v Dulah, pod naseljem pa je stalni izvir Žibrščice. Po ustnem izročilu je naselje dobilo ime po nekdanjem valptu (biriču), severno od tod pa so včasih kopali železovo rudo, na kar spominja ime Knapova jama.